# Caso prepositivo
El caso prepositivo (o preposicional) (predlozhniy padezh, "предложный падеж" en cirílico) es el término que se emplea en la gramática del ruso para designar el caso locativo. Este nombre excepcional se debe a que sólo ocurre en esta lengua como complemento de una preposición.

## Formación del caso preposicional

### Sustantivos
En los sustantivos en singular, generalmente se añade a la raíz -е. Las principales excepciones son los sustantivos femeninos terminados en ь (signo blando), en los que se sustituye el signo blando por и (por el contrario, en los masculinos terminados en ь sustituimos el signo blando por una е); los femeninos terminados en ия, cuya terminación se cambia a ии; y los sustantivos neutros terminados en ие, que cambian a ии.
Asimismo, hay algunos sustantivos que con las preposiciones в y на tienen un caso preposicional terminado en -у acentuado. Por ejemplo: сад (jardín) pasa a ser в саду (en el jardín), лес (bosque) pasa a ser в лесу (en el bosque), o год (año) que pasa a ser в году (en el año). No obstante, cuando utilizamos estas palabras precedidas de la preposición о ('acerca de'), las declinamos con la terminación -е.
En los sustantivos en plural, se añade -ах a los sustantivos acabados en bases fuertes, y -ях a los sustantivos acabados en bases blandas.

### Pronombres
- El caso preposicional de los pronombres personales es el siguiente:

| Nominativo          | Preposicional | Nominativo    | Preposicional |
| Я (Yo)              | мне           | Мы (Nosotros) | нас           |
| Ты (Tú)             | тебе          | Вы (Vosotros) | вас           |
| Он (Él)             | нëм           | Они (Ellos)   | них           |
| Она (Ella)          | ней           | Кто (Quien)   | ком           |
| Оно (Ello - neutro) | нëм           | Что (Que)     | чëм           |

- Caso preposicional de los posesivos

|               | Masculino    | Femenino     | Neutro       | Plural       |
| Nominativo    | мой / наш    | моя / наша   | моë / наше   | мои / наши   |
| Preposicional | моëм / нашем | моей / нашей | моëм / нашем | моих / наших |

- Nota: Las terminaciones de мой son comunes a твой (2.ª persona) y свой (usado cuando el poseedor es el mismo que el sujeto). Las terminaciones de наш son comunes a ваш (2.ª persona). Los pronombres de 3.ª persona его (poseedor masculino y neutro), еë (poseedor femenino) y их (varios poseedores) son indeclinables.

- Otros pronombres

| (Esto)        | Masculino | Femenino | Neutro | Plural |
| Nominativo    | этот      | эта      | это    | эти    |
| Preposicional | этом      | этой     | этом   | этих   |

| (Eso)         | Masculino | Femenino | Neutro | Plural |
| Nominativo    | тот       | та       | то     | те     |
| Preposicional | том       | той      | том    | тех    |

### Adjetivos
Las terminaciones del caso preposicional en adjetivos son -ом para masculino y neutro, -ой para femenino, y -ых para plural.
Asimismo, los adjetivos blandos y los que terminan en ж, ч, ш, щ y ц, cambian la "o" de las terminaciones del singular por "e": -ем y -ей.
Similarmente, los adjetivos cuya raíz termina en -к, -г, -х, -ш, -щ y ч no forman el plural con -ых, sino con -их.
- Datos: Q2736429